# Арськ
Арськ (рос. Арск, тат. Arça) — місто в Республіці Татарстан, Росія.

## Історія
Місто вперше згадується в арабських джерелах IX—XII століття під назвою Арса. В російських літописах XIII століття відмічений серед міст, подарованих ханом Батиєм своєму зятю князю Федору Черемному. В Золотій Орді та Казанському ханстві місто було центром податкового округу — Арської (Вотської) дороги, відігравав певну роль в політичному життя. Арськ здавна був центром південних удмуртів — Арської землі, удмуртська назва тотожна татарській — Арча.
В 1496 році Арськ був осаджений сибірським царевичем Мамуком, який претендував на казанський престол. Поразка під Арськом зруйнувала плани Мамука закріпитись в Казані, він був вимушений відійти за межі ханства. В XVI столітті Арськ вже був фортецею, обмеженою дубовою стіною з баштами та бійницями. У вересні 1552 року в ході завоювання Казанського ханства Арськ взятий штурмом російськими військами. Тоді ж місто стало приміською зоною Казані, з 1576 року управлявся головами, підпорядкованими казанському воєводі. З 1606 року місто перетворене на російську фортецю.
З початку XVIII століття Арськ — заштатне містечко Казанської губернії. 1781 року Арськ отримав статус повітового міста. В 1926 році місто втратило свій статус і стало селом. 1938 року село стало селищем міського типу і тільки 2008 року знову отримало статус міста.
На сьогодні Арськ — районний центр та залізнична станція в Республіці Татарстан.